# Васил Петров (ВМОРО)
Васил Петров е български революционер, деец на Вътрешната македоно-одринска революционна организация.

## Биография
Васил Петров е роден през 1885 година в град Кюстендил. Присъединява се към ВМОРО и към 1908 година действа с чета в Скопски окръг.
| Чета на Васил Петров, 26 май 1908 година | Чета на Васил Петров, 26 май 1908 година | Чета на Васил Петров, 26 май 1908 година | Чета на Васил Петров, 26 май 1908 година | Чета на Васил Петров, 26 май 1908 година |
| Номер                                    | Име                                      | Селище                                   | Околия                                   | Забележка                                |
| ---------------------------------------- | ---------------------------------------- | ---------------------------------------- | ---------------------------------------- | ---------------------------------------- |
| 1.                                       | Васил Петров                             | Кюстендил                                |                                          |                                          |
| 2.                                       | Димитър Михайлов                         | Сливен                                   |                                          |                                          |
| 3.                                       | Димитър Зидаров                          | Стара Загора                             |                                          | [ 1 ]                                    |